# Марк Фульвий Флакк (консул 264 года до н. э.)
Марк Фульвий Флакк (лат. Marcus Fulvius Flaccus; III век до н. э.) — римский политический деятель из плебейского рода Фульвиев, основатель ветви Фульвиев Флакков, консул 264 года до н. э. Некоторые источники ошибочно называют его Квинтом Фульвием, Квинтом Фабием, Марком Фурием.

## Происхождение
Марк Фульвий Флакк принадлежал к плебейскому роду Фульвиев, представители которого переехали в Рим из Тускулума в середине IV века или немного позже и впервые достигли консульства в 322 году до н. э. Капитолийские фасты называют преномены отца и деда Марка Фульвия — Квинт и Марк соответственно. Предположительно Марк-старший — это или Марк Фульвий Курв Петин, консул-суффект в 305 году до н. э., или Марк Фульвий Петин, консул 299 года. В первом случае отцом Марка-младшего мог быть Квинт Фульвий, плебейский эдил 296 года до н. э.
Марк Фульвий стал первым носителем когномена Флакк (Flaccus).

## Биография
Марк Фульвий Флакк впервые упоминается в источниках под 271 или 270 годом до н. э. в качестве народного трибуна. Он заявил свой протест против казни римских солдат, поднявших мятеж и захвативших Регий: по словам Валерия Максима, трибун «объявил, что наказание, по обычаю предков, не может налагаться на римских граждан», но к нему не прислушались. Бунтовщиков высекли и обезглавили.
В 270 году до н. э. сенат поручил Флакку и консуляру Манию Курию Дентату в качестве duoviri aquae perducendae закончить строительство акведука Anio Vetus, чьей задачей было снабжать Рим водой из реки Анио. Дентат через пять дней после назначения скончался, так что Флакку пришлось руководить строительством в одиночку.
Следующей ступенью в карьере Марка Фульвия стало консульство (264 год до н. э.), которое он разделил с патрицием Аппием Клавдием Кавдексом. Фульвию выпало командование в войне с этрусским городом Вольсинии, последней общиной Италии, не подчинявшейся Риму. Один из консулов предыдущего года, Квинт Фабий Максим Гургит, начал эту войну по просьбе вольсинийской знати, но погиб при осаде города; Марк Фульвий взял Вольсинии, а его защитников распял на крестах. За эту победу он получил триумф, а в Риме благодаря усилиям Флакка начал распространяться популярный во взятом городе культ Вертумна — бога времён года и их разнообразных даров.
Аппий Клавдий в это время первым из римских военачальников высадился в Сицилии, что стало началом Первой Пунической войны. Ещё одним важным событием, пришедшимся на этот год, стало первое в истории Рима гладиаторское представление, организованное братьями Децимом Юнием Перой и Марком Юнием Брутом в память об отце.
В 246 году до н. э. Марк Фульвий был начальником конницы при диктаторе Тиберии Корункании, назначенном для проведения выборов. После этого он не упоминается в источниках.

## Потомки
У Марка Фульвия было трое сыновей:
- Квинт Фульвий Флакк, четырёхкратный консул (в 237, 224, 212 и 209 годах до н. э.);
- Гней Фульвий Флакк, претор в 212 году до н. э.;
- Гай Фульвий Флакк, легат в 213 году.

От Квинта и Гнея происходят все последующие Фульвии Флакки.